# قراگل (ماه‌نشان)
قراگل یک منطقهٔ مسکونی در ایران است که در شهرستان ماه‌نشان استان زنجان واقع شده‌است. قراگل ۹۵ نفر جمعیت دارد.